# Pterula robusta
Pterula robusta är en svampart som beskrevs av Corner 1967. Pterula robusta ingår i släktet Pterula och familjen mattsvampar.   Inga underarter finns listade i Catalogue of Life.